# 氯丙胍
氯丙胍（英語：Chlorproguanil），又称氯丙二胍，是一种抗疟疾药物。20世纪90年代晚期到21世纪初，世卫组织的热带病研究和培训特别规划署（the Special Program for Research and Training in Tropical Diseases）曾联合葛兰素史克对此药物研究，由于疟疾开始对已有的氯喹/磺胺多辛/乙胺嘧啶联合疗法开始产生耐药，氯丙胍因此成为其中一个候选药物。在开发测试中曾与青蒿琥酯进行联合给药用于改善接受疟疾治疗后产生的溶血反应。但由于在葡萄糖-6-磷酸脱氢酶缺乏患者身上会引发溶血性贫血等相关安全问题而导致此药的开发进程被提前终止。